# Children’s Laureate

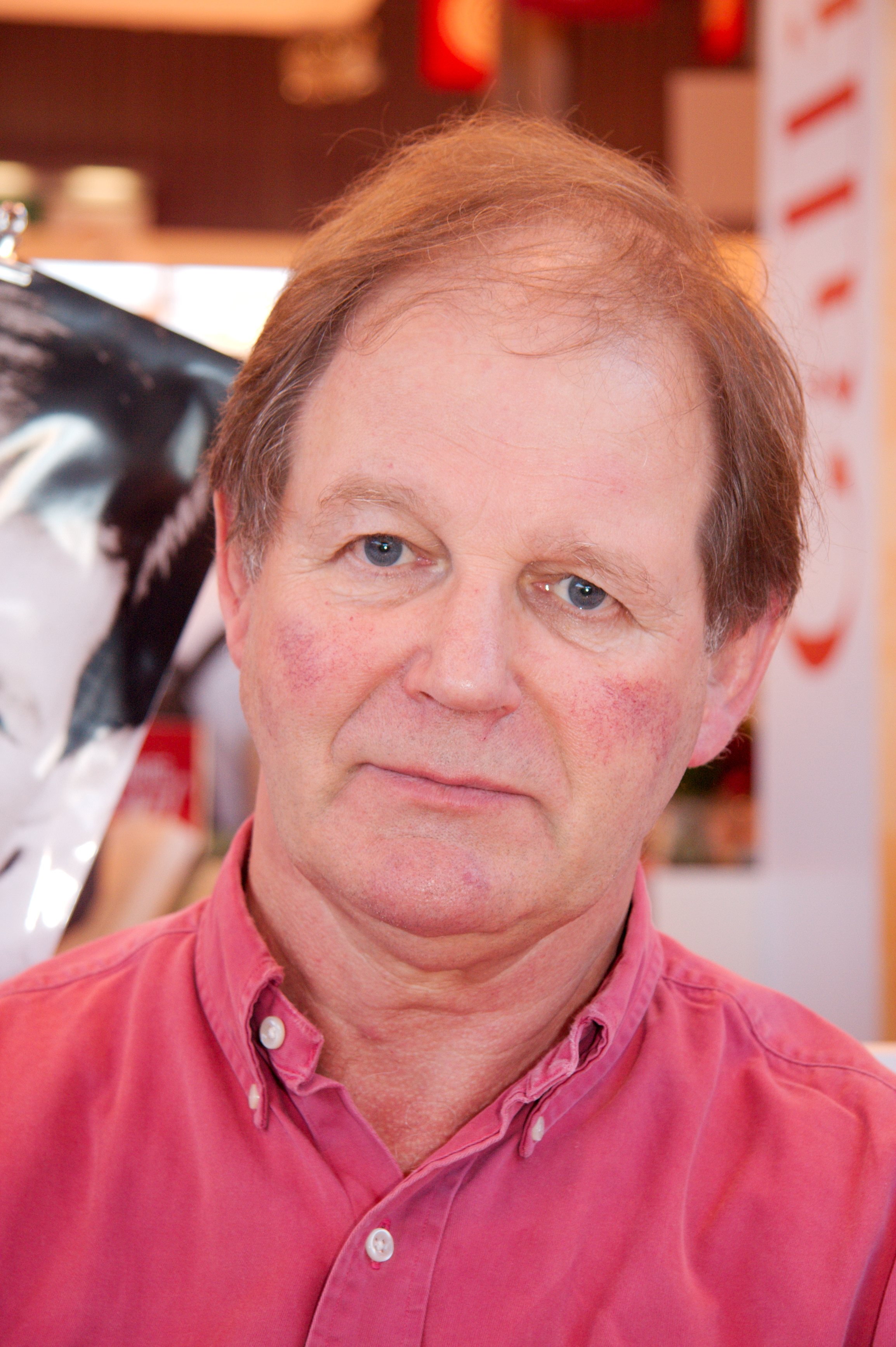
Michael Morpurgo, Preisträger des Children’s Laureate 2003/2005

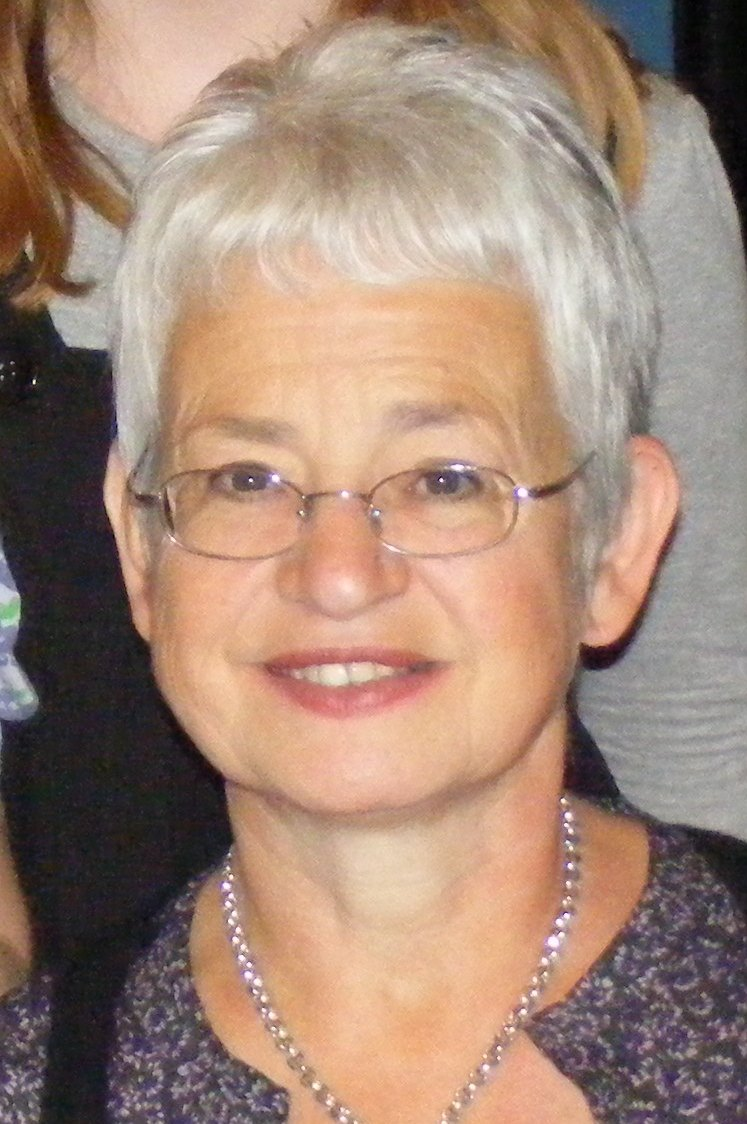
Jacqueline Wilson, Preisträgerin des Children’s Laureate 2005/2007

Children’s Laureate ist eine einem Literaturpreis ähnliche Auszeichnung, die in Großbritannien einem Autor oder Illustrator von Kinderbüchern für einen Zeitraum von zwei Jahren verliehen wird. Mit der Auszeichnung ist ein Preisgeld von ursprünglich 10.000 Pfund Sterling verbunden. Inzwischen wurde der Preis auf 15.000 Pfund erhöht.
Die Idee zu diesem Preis entsprang einem Gespräch zwischen dem Poet Laureate Ted Hughes und dem Kinderbuch-Autor Michael Morpurgo.
Eine Reihe von Juroren wählt aus den Vorschlägen, die von Bibliotheken, Literaturkritikern, Verlegern oder Buchhändlern, sowie insbesondere von dem International Board on Books for Young People (IBBY), den zu kürenden Kandidaten aus. Darüber hinaus berücksichtigt die Jury auch direkte Vorschläge von Kindern und Jugendlichen.
Die Auszeichnung wird vom Museums, Libraries and Archives Council und einer Reihe von Sponsoren aus der Industrie sowie wohlhabenden Mäzenen finanziert. Der Hauptsponsor ist heute der Verlag Waterstone’s, der führende Filial-Buchhändler in Großbritannien. Zu Anfang trat Ottakar’s als Hauptsponsor auf, was sich jedoch mit der Fusion beider Unternehmen erledigte.
Den Vorsitz der Jury von 2007 bis 2009 hatte Shami Chakrabarti inne, die Direktorin der Interessenvertretung Liberty. Ihr Nachfolger war der Poet Laureate Andrew Motion.
Seit 2010 besitzt Irland mit dem Laureate na nÓg ein Äquivalent zu diesem Preis.

## Preisträger
- 1999–2001: Quentin Blake
- 2001–2003: Anne Fine
- 2003–2005: Michael Morpurgo
- 2005–2007: Jacqueline Wilson
- 2007–2009: Michael Rosen
- 2009–2011: Anthony Browne
- 2011–2013: Julia Donaldson
- 2013–2015: Malorie Blackman
- 2015–2017: Chris Riddell
- 2017–2019: Lauren Child